# Emil Mauritz Hünnebeck
Emil Mauritz Hünnebeck (Bochum, 30 de julho de 1891 – Innsbruck, 13 de janeiro de 1968) foi um engenheiro civil e empresário da construção (Firma Hünnebeck) alemão.
Hünnebeck estudou arquitetura e engenharia civil de 1910 a 1916 na Universidade Técnica da Renânia do Norte-Vestfália em Aachen.